# Perry Township (comté de Jackson, Iowa)
Perry Township est un township du comté de Jackson en Iowa, aux États-Unis,.

## Histoire
Le township est fondé en 1840.

## Source de la traduction
- (en) Cet article est partiellement ou en totalité issu de l’article de Wikipédia en anglais intitulé « Perry Township, Jackson County, Iowa » (voir la liste des auteurs).